# Turismo Nacional
Turismo Nacional, também conhecido como Turismo Nacional BR, é uma modalidade automobilística de carros de turismo com sede no Brasil promovida pela Vicar. A série utiliza carros de produção modificados de origem no mercado brasileiro. O Turismo Nacional foi criado em 2017 e é promovido pela Vicar desde 2021. O campeonato é composto por classes tanto de pilotos quanto de carros. De pilotos, há seis classes distintas: A, B, Super, PRO, Elite e Sênior. Quanto a carros, possuem as classes 1 e 2, dependendo da idade do carro. A série é composta por seis rodadas gerais que são subdivididas em quatro baterias de 20 minutos.

## Categorias
Desde 2018, os carros são categorizados em duas categorias:
- Classe 1: Automóveis com menos de três anos no mercado;

- Classe 2: Automóveis com mais de três anos no mercado.

Os pilotos são divididos nas categorias abaixo, que dependem do nível de experiência: 
- Sênior
- B

- A
- Elite
- Super
- PRO

## Modelos
| País           | Fabricante | Modelo                 |
| -------------- | ---------- | ---------------------- |
| Estados Unidos | Chevrolet  | Onix                   |
| França         | Citroën    | C3                     |
| Itália         | Fiat       | Argo, Mobi, Palio, Uno |
| Estados Unidos | Ford       | Ka                     |
| Coreia do Sul  | Hyundai    | HB20                   |
| Japão          | Nissan     | March                  |
| França         | Peugeot    | 208                    |
| França         | Renault    | Sandero, Kwid          |
| Japão          | Toyota     | Etios, Yaris           |
| Alemanha       | Volkswagen | Gol, Polo              |